# ハッサン・バロエフ
ハッサン・バロエフ（ロシア語: Хасан Махарбекович Бароев、ローマ字:Khasan Makharbekovich Baroyev、 1982年12月1日 - ）は、ロシアのレスリング選手。2004年アテネオリンピックでは、レスリンググレコローマンスタイル120kg級に出場し金メダルを獲得。2008年北京オリンピックでも同階級に出場し、キューバのミハイン・ロペスに決勝で敗れ銀メダルとなった。2012年のロンドンオリンピックにも3大会連続の出場を果たしたが1回戦で敗退した。
バロエフは、2003年、2006年の世界選手権でも優勝している。

## 実績
- オリンピック
  - 2004年アテネオリンピック　金メダル
  - 2008年北京オリンピック　銀メダル
  - 2012年ロンドンオリンピック　12位
- レスリング世界選手権
  - 2003年　優勝
  - 2006年　優勝
  - 2007年　2位
- レスリングヨーロッパ選手権
  - 2006年　3位
  - 2007年　優勝
  - 2008年　2位
  - 2011年　優勝
  - 2012年　2位